# Kačar
Káčar (znanstveno ime Circaetus gallicus), tudi navadni kačar, kačji orel ali gozdni kačar je ujeda iz družine kraguljev (Accipitridae).

## Opis
Kačar je majhna ujeda z debelo glavo, ki je po ustroju podoben kanji. Od nje se razlikuje po daljšem repu, v letu pa bolj upogiba peruti in pogosteje »visi« v zraku. Od kanje je tudi večji, saj odrasle ptice dosegajo od 63 do 70 cm, razpon kril pa imajo med 185 in 195 cm. Kačarji živijo do 17 let, njihova teža pa se giblje med 1,5 in 2 kg. Po zgornji strani so temno rjave, po spodnji pa grahaste (rjavo-bele) barve, konice kril in vrat so prav tako rjavi.
Ime izvira iz njihove glavne hrane, ki so predvsem kače, pa tudi kuščarji in drugi plazilci. Redkeje se hrani tudi z manjšimi sesalci in pticami.

## Razširjenost
Kačarjev življenjski prostor so odprte, suhe pokrajine z drevjem, povsod, kjer se zadržuje njihova glavna hrana - plazilci. Razširjen je od Afrike ter južne in vzhodne Evrope do Indije.
Gnezdi enkrat na leto aprila in maja v gnezdih, ki jih zgradi na drevesih.